# 燕前桓公
燕桓公（?—前602年），是中國春秋時代中期燕國的君主，因燕國有二位桓公（一說有三位桓公），故稱前桓公，继燕襄公之位，無事蹟可載，在位十六年卒，燕宣公即位。
| 前任： 燕襄公 | 燕國君主 前617年—前602年 | 繼任： 燕宣公 |